# El desarrollo del capitalismo en Rusia
El desarrollo del capitalismo en Rusia es una obra literaria temprana de V. I. Lenin que trata sobre la economía rusa de finales del siglo XIX. El libro fue escrito mientras Lenin estaba en el exilio en Siberia. La obra fue publicada en el año 1899. Gracias a su trabajo literario, Lenin fue reconocido como un importante teórico marxista.

## Historia
Lenin comenzó a trabajar en este libro mientras estaba en prisión después de su arresto por el caso de la Liga de Lucha para la Emancipación de la Clase Obrera en San Petersburgo. El trabajo se completó mientras estaba en el exilio en el pueblo de Shushenskoye. En tres años, Lenin logró examinar una gran cantidad de literatura sobre la economía rusa. Lenin consultó más de 500 fuentes diferentes para escribir este libro: monografías, artículos periodísticos, libros de referencia estadística, colecciones, reseñas, etc. Cuando se completó el trabajo, Lenin tenía 29 años. La obra fue publicada por primera vez en marzo de 1899 bajo el seudónimo "Vladimir Ilyin". Se imprimieron 2.400 copias del libro. En 1908, se publicó una segunda edición del libro con pequeños cambios.

## Contenido del libro
En esta obra, Lenin atacó la afirmación populista de los naródnik de que Rusia podría evitar la etapa del capitalismo y que la comuna rural rusa, el mir, podía servir de base para el desarrollo posterior del comunismo. En cambio, Lenin argumentó que las comunas rurales habían sido destruidas por el capitalismo, y las estadísticas mostraban que el feudalismo ya estaba muriendo en Rusia. Lenin destacó el crecimiento de un mercado nacional de bienes en Rusia que reemplaza a los mercados locales, la tendencia a producir cultivos comerciales en lugar de depender de la agricultura de subsistencia y un crecimiento de la propiedad privada individual en lugar de la propiedad comunitaria. Lenin también notó el crecimiento de la división de clases entre los campesinos, con una división creciente entre una burguesía rural terrateniente y un proletariado rural mayormente sin tierra reclutado entre un campesinado en decadencia. Lenin vio un interés común entre el proletariado rural y el urbano, y vio también la posibilidad de establecer una alianza entre los obreros y los campesinos para ir en contra de los intereses del capitalismo ruso.